# Meglenoromanès

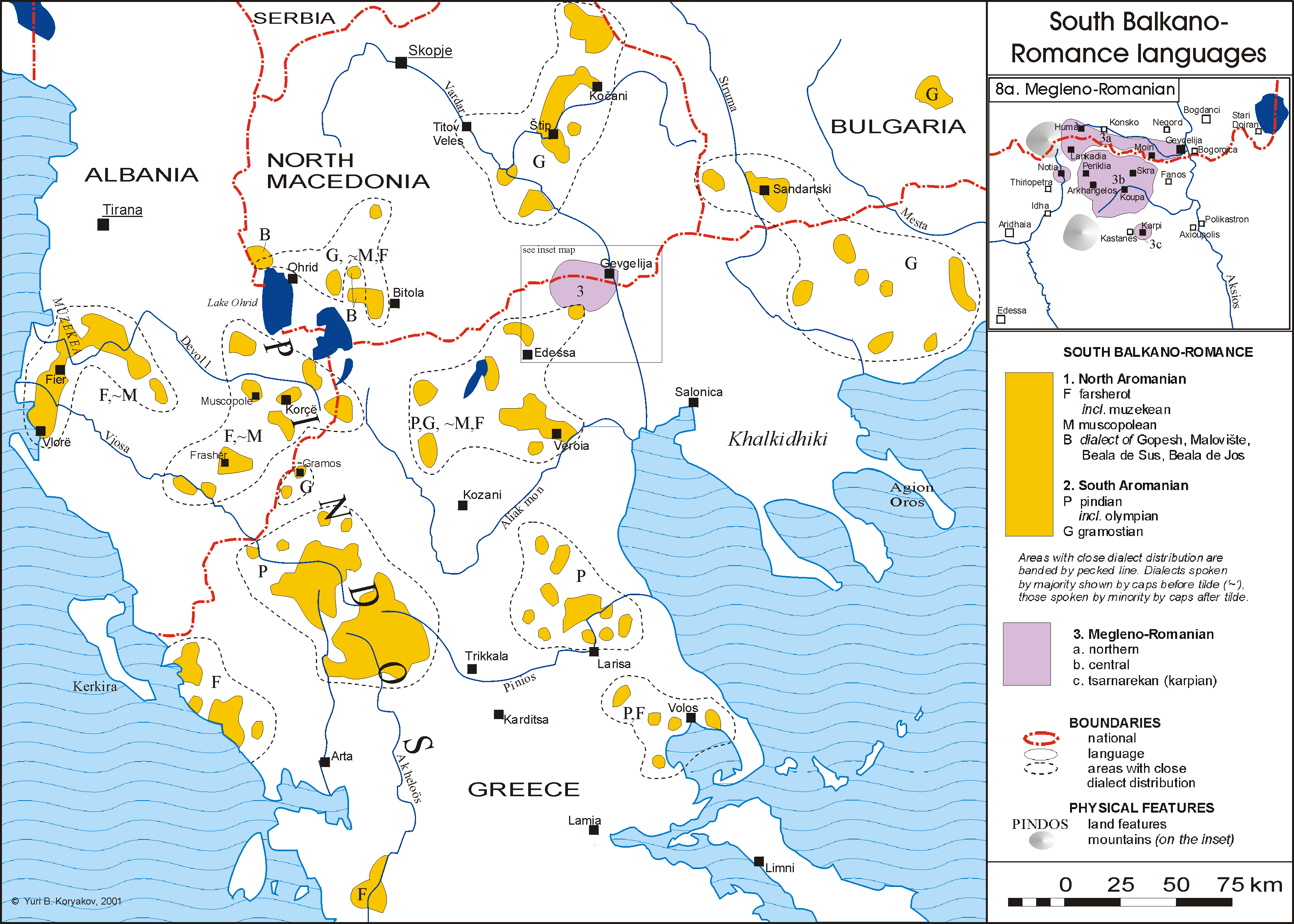
L'extensió del meglenoromanès (en rosa) i de l'aromanès (en groc).

El meglenoromanès és una llengua romànica parlada a la zona fronterera entre Macedònia del Nord i Grècia, i també en algunes zones de Romania i Turquia. Presenta moltes similituds amb l'aromanès, l'istroromanès i el dacoromanès, i pertany a la branca de les llengües balcoromàniques. És considerada una llengua en vies d'extinció.
És l'única llengua romànica que no disposa de Viquipèdia.